# 科爾德沃特鎮區 (愛荷華州巴特勒縣)
科爾德沃特鎮區（英語：Coldwater Township）是位於美國愛荷華州巴特勒縣的一個行政鎮區。

## 地方資料
根據2010年美國人口普查的數據，科爾德沃特鎮區的面積為93.84平方千米，當中陸地面積為93.50平方千米，而水域面積為0.34平方千米。當地共有人口1427人，而人口密度為每平方千米15.21人。